# Бласим, Хасан
Хасан Бласим (араб.  حسن بلاسم‎; род. 1973, Багдад) — иракский кинорежиссёр и писатель. Живёт в Финляндии, пишет на арабском языке.

## Биография
Учился в Багдадской киноакадемии. В 1998 покинул Багдад, начал под псевдонимом Уазад Осман снимать в Сулеймании. После скандала, вызванного в курдской общине съемками его фильма Раненая кинокамера, в 2004 переехал в Финляндию. Снял для финского телевидения несколько короткометражек. Автор стихов и прозы, включенных в ряд антологий. Соиздатель сетевого литературного журнала IraqStory (на арабском языке). Внимание Запада привлекли его новеллы, переведенные на английский, итальянский, финский, польский, хорватский языки.

## Избранная фильмография
- 2006: Раненая кинокамера
- 2007: Luottamuksen arvoinen
- 2007: Elämä nopea kuin nauru
- 2008: Juuret

## Литературные произведения
- Short Films (2005, эссе о кино)
- Poetic Cinema (2006, эссе о кино)
- Diving into Existing (2007, письма и дневники, в соавторстве)
- Wounded Camera (2007, эссе о кино)
- The Shia’s Poisoned Child (2008, сб. рассказов)
- Сумасшедший с площади Свободы/ The madman of Freedom Square (2009, сб. рассказов; ит., фин., араб. пер. 2012, пол. пер. 2013; длинный список Премии «Индепендент» за переводную прозу)
- Иракский Христос/ The Iraqi Christ (2013, сб. рассказов; Премия «Индепендент» за переводную прозу,  Архивная копия от 5 июня 2014 на Wayback Machine)
- The corpse exhibition and other stories of Iraq (2014, сб. рассказов)

## Признание
Первым из арабских писателей получил Премию «Индепендент» за переводную прозу (2014).